# A5组合
Apple 5是由盛超、张继、曲鑫、顾成栋和金磊这5个出生于1980年代的男孩组成的青春组合，是上海展杰文化艺术有限公司旗下艺团。曾经联合出演过《红苹果乐园》、《星梦缘》、《极速的浪漫青春》等电视剧，并出过几张唱片。
A5虽然始于出演《红苹果乐园》，但个人能走上星途的道路却是不同。金磊感觉今天能做演员"真的非常的幸运"，当时剧组去他的公司挑选演员，他正巧去公司办事于是他便成了《红苹果乐园》里的咚咚，《星梦缘》里大家喜欢的成雨轩。
盛超则觉得当上"明星"靠的是"缘分"。"那天我和朋友在逛商场，没发现远处有人在打量我。突然有人跑上来叫我去现在的公司试镜，这才知道原来是为《红苹果乐园》找演员呢！我非常庆幸，要是我那天没有去逛街的话，说不定这份幸运就错过了！"运动员出身的张继是在一场时装秀上被发现的，顾成栋则是因出现在报纸上的一个平面广告而被选中。曲鑫也蛮幸运的，是展杰公司的周姐在网上查演员资料时无意中发现的他，当他听到去试镜的消息时真不敢相信自己的耳朵，"幸运怎么就撞上我了呢？"
2005年7月，A5成员与李佳璘、张亮等来到现代快报社，与《圆你大学梦———爱心帮困助学大行动》项目的贫困大学生们进行交流。